# Кеммер, Аарон
Аарон Кеммер— предприниматель, советник, руководитель бизнеса и программный разработчик. Он основал несколько компаний, в том числе космическую компанию Made in Space, Inc. и виртуальным помощником по вопросам спроса компаний Magic.

## Made in Space
Аарон Кеммер — соучредитель, текущий председатель, Made in Space, Inc.
В 2010 году Аарон и его соучредители основали Made in Space в качестве космической производственной компании с целью обеспечения дальнейшего будущего человечества в космосе. Он работал генеральным директором компании и президентом на первые пять лет компании, прежде чем стать председателем в 2015 году.
В 2011 году Аарон стал руководителем ведущей логистической программы для разработки 3D-принтера Made in Space, который был запущен на Международную космическую станцию в августе 2014 года. Made in Space 3D-принтер стал первым устройством для изготовления деталей вне земного шара после того, как он успешно провел свою миссию в ноябре 2014 года.
Кеммер совместно создал Made in Space, когда Университет Сингулярности предложил задачу создания проекта, который повлияет на 1 миллиард человек. Кеммер верил в то, что производство вне земли резко изменит способ разведки, коммерциализации и дизайна миссии.

## Летняя программа Университета Сингулярности
В 2010 году Кеммер был выбран в качестве одного из 80 студентов (из 1800) для участия в летней программе Университета Сингулярности, в междисциплинарной программе, основанной на кампусе NASA AMES в Кремниевой долине.

## Magic
В феврале 2015 года Аарон создал проект Magic. Magic является виртуальным личным помощником по вызову, где можно общаться через текстовое сообщение.
Из статьи Medill Reports Chicago, «Основная идея Magic заключается в том, что люди не должны потратить свое время, выяснение деталей на, чтобы получить то, что они хотят», - сказал Чен, который основал проект вместе с Беном Годлав, Ником Новак, Майклом Рубин, Дэвидом Мерриман и Аароном Кеммер.

## Forbes 30 до 30
Кеммер был отобран для списка Forbes 30 до 30 лет в 2015 году. Аарон был выбран за его работу над созданием первого 3D-принтера в нулевой гравитации. Он используется на Международной космической станции для создания пользовательских инструментов для астронавтов.